# Brunnenkopf (Berg)
Der Brunnenkopf ist ein 1718 m ü. NHN hoher Berg oberhalb des Graswangtals in den Ammergauer Alpen bei Oberammergau im Landkreis Garmisch-Partenkirchen.

## Gipfel
Der Gipfel ist als einfache Bergwanderung vom Schloss Linderhof (980 m) über die Brunnenkopfhütte (1602 m) erreichbar. Direkt am Hütteneingang beginnt der Steig, der in westlicher Richtung zum höchsten Punkt mit Gipfelkreuz führt. Die letzten Meter über felsigen ausgesetzten Grat sind mit einem Drahtseil gesichert.